# Флотаційне допоміжне обладнання

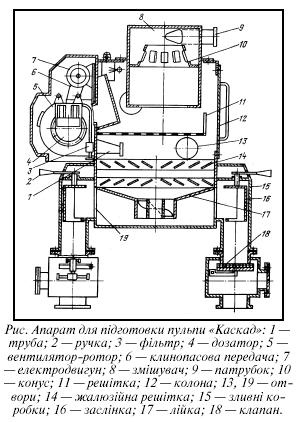
Апарат для підготовки пульпи «Каскад»

Флотаційне допоміжне обладнання (рос. флотационное вспомогательное оборудование, англ. ancillary flotation equipment, нім. Flotationshilfsausrüstung f) — обладнання переважно для підготовки пульпи, подачі реагентів тощо.
До флотаційного допоміжного обладнання входять:
- контактні чани,
- апарати для підготовки пульпи (напр., «Каскад»),
- апарати кондиціонування пульпи (напр., АКП-1600 конструкції УкрНДІвуглезбагачення),
- піногасники,
- живильники,
- пульпопідйомники,
- розподільники реаґентів,
- Піногасник (машина).